# Bartłomiej Jarmoliński
Bartłomiej Paweł Jarmoliński (ur. 14 lipca 1975 w Łodzi) – polski fotograf, malarz i performer.

## Życiorys
Jarmoliński jest absolwentem Wydziału Edukacji Wizualnej Akademii Sztuk Pięknych im. Władysława Strzemińskiego w Łodzi, dyplom obronił w 2001 w Pracowni Rysunku u prof. Romany Hałat. W 2018 obronił doktorat w dziedzinie sztuk plastycznych, pisząc pracę pt. „Portret własny jako obraz będący komunikatem w obszarze kulturowym” u prof. Urszuli Ślusarczyk na Wydziale Pedagogicznym i Artystycznym Uniwersytetu Jana Kochanowskiego w Kielcach. Pracuje jako adiunkt na Wydziale Artystycznym Akademii Humanistyczno-Ekonomicznej w Łodzi.
Jarmoliński zajmuje się malarstwem, fotografią, tworzeniem obiektów oraz sztuką video, w swojej sztuce nawiązuje do pop-artu i hiperrealizmu, a tematyka jego prac skupia się przede wszystkim wokół sylwetki człowieka w XXI w. i otaczających go problemów – kultu mass mediów, konsumpcjonizmu, zatarcia granic między sacrum a profanum, a także estetyzacji ulicy i manipulacji ludzkim wizerunkiem. Uczestniczył w kilkudziesięciu wystawach indywidualnych w Polsce i za granicą oraz ponad 100 wystawach zbiorowych.

## Wystawy

### Wystawy zbiorowe
1999:
- Otwarte okno historii St. Hedwighaus, Oerlinghausen, Niemcy

2003:
- Malarstwo Młodych, Galeria Gazety Antykwarycznej, Kraków

2004:
- Otwarte pracownie, Galeria Opus, Łódź

2005:
- Biennale Obrazu Artefakt, Galeria Tower Building, Łódź

2006:
- Znani, nieznani, Miejska Galeria Sztuki, Łódź
- Człowiek w Obrazie-Obraz Człowieka, Galeria Aula, Łódź

2007:
- Dialogi z przestrzenią, Galeria Promocji Młodych, BOK Rondo, Łódź
- Edukacja Wizualna, Muzeum Historii Miasta, Łódź
- 7 BMFM, Galeria Wozownia, Toruń
- Sami o sobie, Ośrodek Propagandy Sztuki, Łódź
- Poland-City to Village, Innchmore Gallery, Innchmore, Scotland
- Triennale Malarstwa Polskiego, BWA, Rzeszów
- 38 Biennale Malarstwa Bielska Jesień, BWA, Bielsko Biała
- Triennale Malarstwa Młodych, Miejska Galeria Sztuki, Częstochowa
- Międzynarodowe Biennale obrazu Quadro Art, Muzeum Historii Miasta, Łódź

2008:
- 3 Spotkania Artystyczne Aspekty „Polska-Poland” Galeria Promocji Młodych, BOK Rondo, Łódź
- Jesteśmy, BWA, Piotrków Trybunalski
- Sztuka po godzinach, Galeria, Galeria Promocji Młodych, BOK, Łódź
- Sexshibicja, Studio ACH, Stowarzyszenie Pracowni Twórczych, Warszawa
- Współczesne Malarstwo Polskie, Umelcov Spisa Galery, Nova Spiska Ves, Słowacja
- EgoJeGo, Galeria DlaNRD, Toruń
- XXII Festiwal Współczesnego Malarstwa Polskiego, Zamek Książąt Pomorskich, Szczecin
- Homo Quadratus Ostroviensis, BWA, Ostrowiec Świętokrzyski
- Druga strona medalu, Galeria Promocji Młodych, BOK Rondo, Łódź

2009:
- 4 Spotkania Artystyczne Aspekty „Mit Mitologia Mitomania”, Galeria Promocji Młodych, Łódź
- Obraz Przestrzeni Publicznej, Galeria Profil, CK Zamek, Poznań
- Festiwal Sztuki i Dokumentacji, Galeria Biblioteka, Patio Centrum Sztuki, Łódź

### Wystawy indywidualne
1992:
- „Autoportrety”, Galeria Cafe La Strada, Łódź,

1997:
- „Niebezpieczne związki”, Muzeum Regionalne, Brzeziny,

2001:
- „La sensabilita”, Studio Działań Twórczych, Muzeum Sztuki, Łódź,
- „Noclegownia”, Poleski Ośrodek Sztuki, Łódź,

2002:
- „Chwile i miejsca”, Galeria Aula, Łódź,

2003:
- Rysunek, Galeria Aula, Łódź,
- Obrazy i rysunki, Galeria Bałucka, Łódź,

2004:
- „Dedykacja”, Galeria Dolorystów, Józefów,

2005:
- „Zatrzymane w czasie”, Muzeum Regionalne, Brzeziny,
- „W lustrze”, Galeria Stara, Łódź,
- „Młodzieniec w czerwonej czapce”, Galeria J, Łódź,

2007:
- „Relacje”, Galeria Raz dwa trzy, Łódź,

2008:
- „Relacje 2" Galeria Ateneum Młodych, Warszawa,
- „POProgram”, Galeria Zero, Berlin,

2009:
- „POProgram”, Galeria Stara, Łódź,
- „POProgram”, Galeria Szewska 36,Wrocław,
- „POProgram”, Galeria Ateneum, Warszawa,

2010:
- „MAN-RW”, Galeria Wozownia, Toruń,
- „Santo Subito”, Sztukpol, Łódź,
- „MAN-RW”, CK RYBA, Łódź,
- „Cooltowni”, Galeria Studio, Warszawa,

2011:
- „Cooltowi”, Otwarta Pracownia, Kraków,
- „Santo Subito”, Laboratorium, Centrum Sztuki Galeria EL, Elbląg.

Źródło: artemis.art.pl.